# BMW R 50/5
BMW R 50 – produkowany od 1955 do 1960 dwucylindrowy (bokser) motocykl firmy BMW.

## Historia
Od czasu wprowadzenia w 1938 suwakowego zawieszenia podwozia motocykli BMW praktycznie się nie zmieniały. W styczniu 1955 BMW zaprezentowało na salonie w Brukseli nową generację motocykli. Modele R 50 i R 69 oparte były na zawieszeniu wahaczowym obu osi, podobnie jak pokazany rok wcześniej wyścigowy model RS 54. Silnik przejęto praktycznie bez zmian z R 51/3 zwiększając jego moc do 26 KM. Sprzedano 13510 sztuk w cenie 3050 DM.
Policja na całym świecie chętnie korzystała z R 50 i pokrewnych modeli. Dzięki temu BMW zapewniło odpowiednie zyski działowi motocyklowemu w latach 50. i 60. XX wieku.

## Konstrukcja
Dwucylindrowy górnozaworowy silnik z jednym wałkiem rozrządu napędzanym kołem zębatym, w układzie bokser o mocy 32 KM. Suche sprzęgło jednotarczowe połączone z 4-biegową, nożnie sterowaną skrzynią biegów. Napęd koła tylnego wałem Kardana. Rama ze spawanych elektrycznie rur stalowych z zawieszeniem wahaczowym obu kół. Z przodu i tyłu zastosowano hamulce bębnowe o średnicy 200 mm. Prędkość maksymalna 140 km/h.